# 영국-프로이센 동맹
영국-프로이센 동맹은 그레이트 브리튼 왕국(영국)과 프로이센 왕국 사이의 영보 협정에 의해 성립된 7년 전쟁 중인 1756년부터 1762년까지 이어진 군사 동맹이다. 동맹을 통해 영국은 프랑스와의 싸움에 집중한 반면 프로이센은 유럽 대륙에서 전투에 몰두했다. 전쟁이 끝나기 몇 달 전에 동맹은 해체되었지만, 이후에도 양국은 협력했다.

## 성립
1731년 이후 영국은 프로이센의 적국인 오스트리아와 영오 동맹을 맺었고, 프로이센은 영국 적국인 프랑스와 동맹을 맺고 있었다. 오스트리아 왕위 계승 전쟁에서 오스트리아가 슐레지엔을 잃고, 황후 마리아 테레지아는 영국의 지지를 얻어 그곳을 탈환을 위해 군사 행동을 일으키려고 했다. 영국이 지지를 거부하자 마리아 테레지아는 영국에 실망하여 1756년에 프랑스와 동맹을 맺었다. 갑자기 유럽 대륙의 동맹국을 잃게 된 영국은 당황해서 프로이센 왕국의 프리드리히 2세와 동맹을 맺고 다시, 유럽의 세력 균형을 유지하여 전쟁을 막으려 했다. 또한 영국에서는 윌리엄 피트 등이 열렬히 프로이센을 지지하고 있었다.

## 7년 전쟁
영국 전쟁 회피의 노력에도 불구하고, 프리드리히 2세는 1756년 8월에 오스트리아를 선제공격하여 작센과 보헤미아를 점령했다. 그러나 프랑스, 오스트리아, 스웨덴, 러시아의 맹습을 받아 철수할 수밖에 없었다. 1757년까지 영국의 원조가 없으면 프로이센이 붕괴하는 것으로 밝혀졌다. 프리드리히 2세의 군대는 정병으로 군기도 좋았지만, 자금이 부족했기 때문이었다. 따라서 영국은 1758년 4월 11일에 영보 협정을 체결하고 막대한 지원금을 보낸 것을 비롯해 단독으로 강화하지 않기로 약속했다.
엠덴이 프랑스로부터 탈환되자 영국군은 프로이센의 군인 페르디난트 공자와 함께 엠덴에 주둔하면서 프로이센 서부를 지켰고, 프리드리히 2세는 오스트리아와의 전투에 집중했다. 이 밖에 하노버 정부는 프로이센의 압력으로 〈클로스터-체벤 협정〉을 파기하고 다시 프로이센과 동맹을 맺고 전투에 참여했다. 그러나 연합군이 민덴 전투 등지에서 승리를 얻었음에도 불구하고, 프로이센은 1759년에 붕괴되다시피 했다.
1759년 이후 전쟁의 귀착은 영국과 프로이센에 아주 유리하게 전개되었다. 영국은 1759년 기적의 해를 경험했고, 프랑스를 유럽, 북미, 아시아에서 격파하고, 프랑스에 의한 본토 침공도 격퇴했다. 또한 1762년에 참전한 스페인에게 연전연승을 거두었고, 같은 해 러시아의 여제 옐리자베타 페트로브나가 사망하면서 러시아는 전쟁에서 이탈했다.

## 동맹 붕괴
1762년, 재정난에 직면한 영국은 보조금을 줄이고, 독일 주둔군을 철수시켰다. 영국은 〈파리 조약〉으로 프랑스와 스페인이 점령한 많은 식민지를 획득했다. 한편, 프로이센은 슐레지엔을 탈환한 반면, 새로운 영토의 확장은 하지 못했다. 양국은 결국 각각 단독 강화의 길로 갔다.
전쟁 후 양국 관계는 악화되었다. 미국 독립 전쟁에서 영국이 프로이센과 동맹을 타진했지만, 거절당했고 프로이센은 대신 ‘무장 중립 동맹’과 1764년의 ‘러보 동맹’을 맺었으나 영국은 고립된 상태가 되었다.
독립 전쟁이 끝난 1780년대에 양국은 다시 접근했다. 영국과 프로이센은 1787년 바타비아 혁명에 협조했고, 이듬해에는 네덜란드 공화국과 함께 삼국 동맹을 맺었다. 또한, 프랑스 혁명이 발발 후에는 ‘대프랑스 동맹’에 참여했다.

## 같이 보기
- 영보 동맹 (1788년)
- 영오 동맹
- 영불 동맹

## 참고 문헌
- Anderson, Fred.  Crucible of War : The Seven Years 'War and the Fate of Empire in British North America , 1754 - 1766 ' . Faber and Faber, 2001
- Browning 인 Reed. ' The Duke of Newcastle ' . Yale University Press, 1975.
- Dull, Jonathan R. ' The French Navy and the Seven Years 'War ' . University of Nebraska Press, 2005.
- McLynn, Frank.  1759 : The Year Britain Became Master of the World ' . Pimlico, 2005.
- Murphy, Orvile T. 'Charles Gravier : Comete de Vergennes : French Diplomacy in the Age of Revolution  . New York Press, 1982.
- Simms, Brendan.  Three Victories and a Defeat : The Rise and Fall of the First British Empire ' . Penguin Books , 2008.
- Whiteley, Peter.  Lord North : The Prime Minister who lost America ' . The Hambledon Press, 1996.